# 1951年臺灣
|        | 臺灣歷史 \| 台灣歷史年表 |
| 世纪： | 19世纪臺灣 \| 20世纪臺灣 \| 21世纪臺灣 |
| 年代： | 1920年代臺灣 \| 1930年代臺灣 \| 1940年代臺灣 \| 1950年代臺灣 \| 1960年代臺灣 \| 1970年代臺灣 \| 1980年代臺灣                                           |
| 年份： | 1946年臺灣 \| 1947年臺灣 \| 1948年臺灣 \| 1949年臺灣 \| 1950年臺灣 \| 1951年臺灣 \| 1952年臺灣 \| 1953年臺灣 \| 1954年臺灣 \| 1955年臺灣 \| 1956年臺灣 |
| 纪年： | 辛卯年（兔年）、中華民國40年 |

## 政府

### 國家正副元首

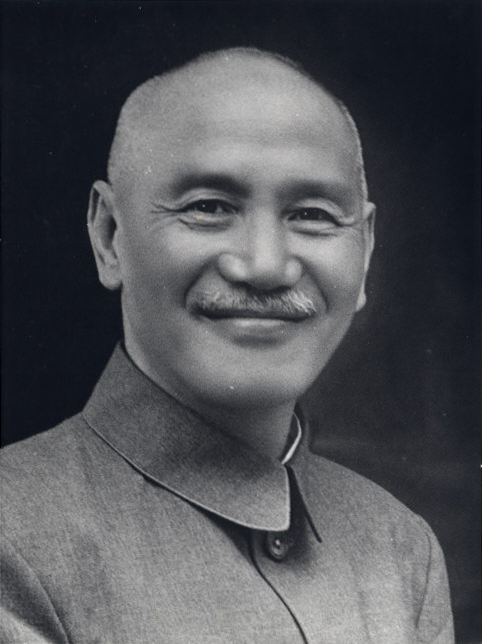
總統：蔣中正
副總統：缺位

### 五院首長

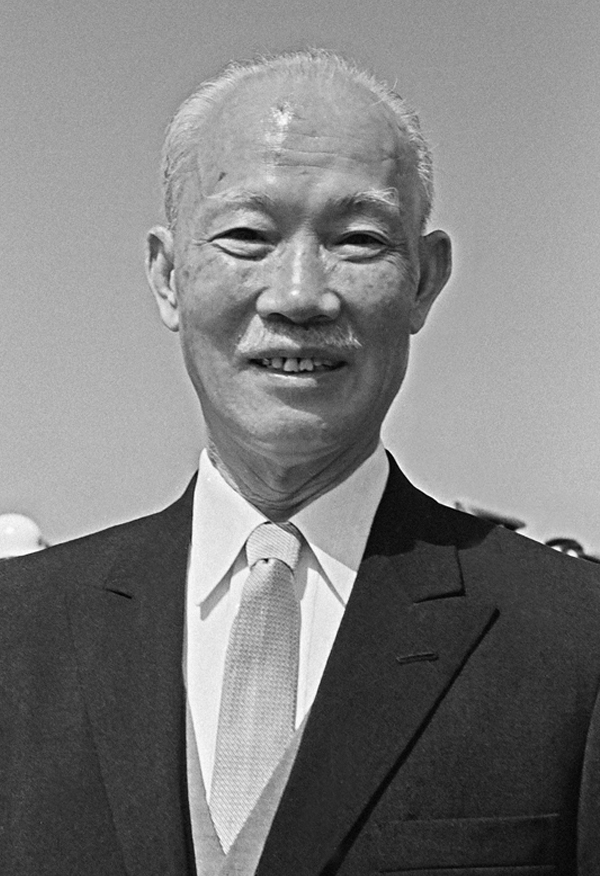
行政院院長：陳誠
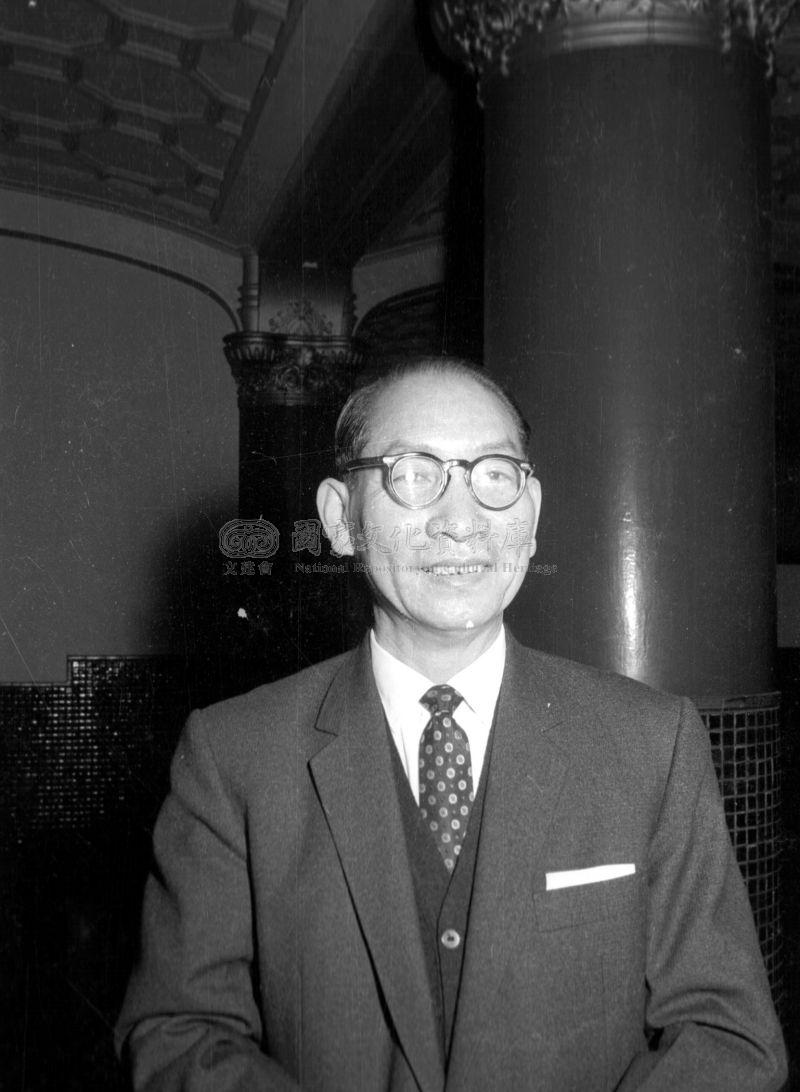
立法院院長：黃國書
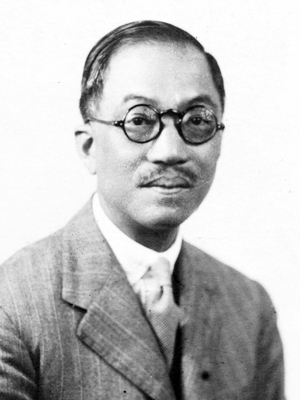
司法院院長：王寵惠
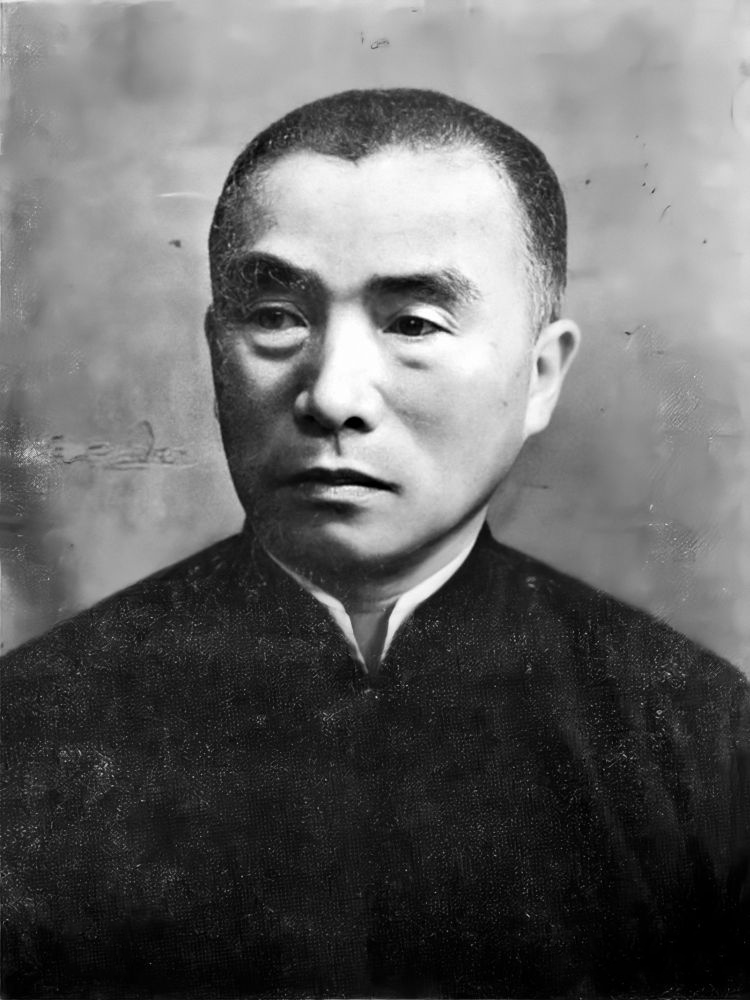
考試院院長：鈕永建
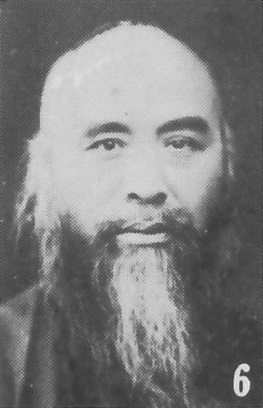
監察院院長：于右任

### 省政府主席

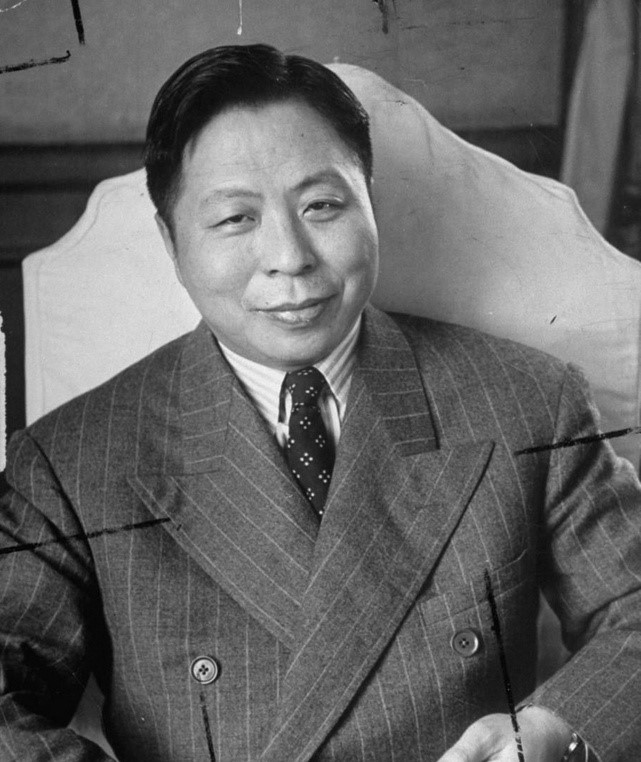
臺灣省政府主席：吳國楨
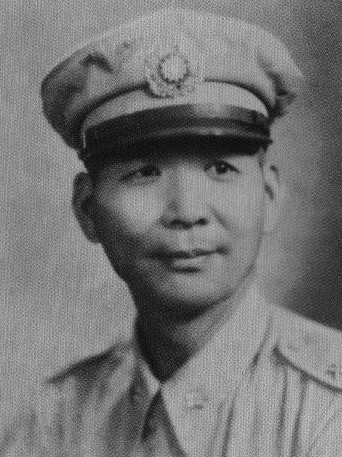
福建省政府主席：胡璉

### 成員變動

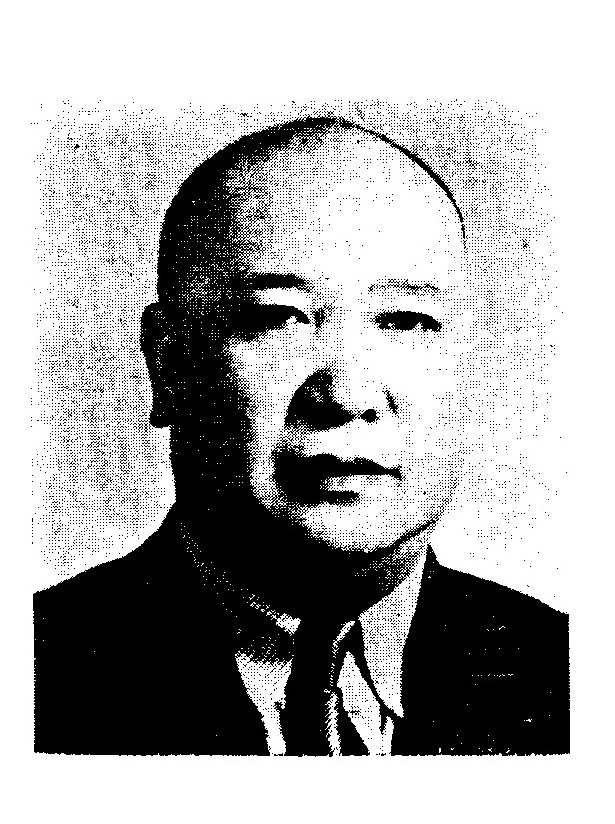
立法院院長：劉健群（辭職）

## 大事記

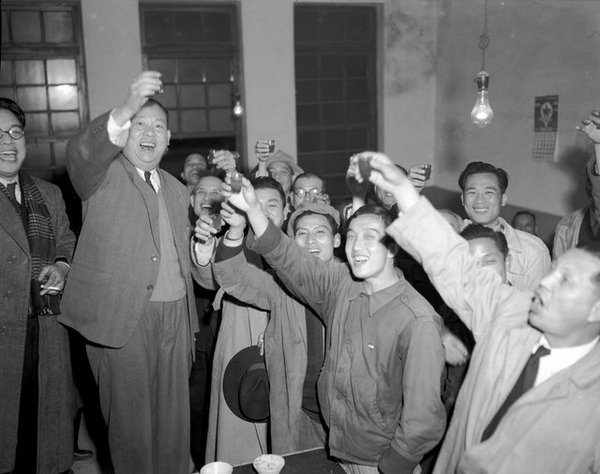
吳三連（左二）於1951年1月7日獲悉以65.5%高票當選首都台北市第一屆民選市長後在辦事處與支持者舉杯同歡。

- 美國開始對台灣提供軍事、經濟援助。

### 1月
- 1月7日——臺灣省選舉首屆基隆、臺中、臺南等3市長及澎湖縣長[1]:540。

### 2月
- 美國國務院顧問杜勒斯，於東京拜訪台灣駐日代表團何世禮團長，交換對日和約意見[2]:67。
- 台美以換文方式成立「聯防互助協定」[2]:67。

### 3月
- 美國國防部宣佈派遣軍事顧問團到台灣，陸軍少將蔡斯為團長[2]:67。

### 4月
- 4月8日——苗栗縣長選舉舉行第二次投票。劉定國當選。
- 4月15日——臺灣省各縣市分期選舉辦縣市長，本日全部完成[1]:543。

### 5月
- 蔣介石接見日本記者發表談話，聲明台日合作，始能安定東亞，有助世界和平[2]:68。
- 5月1日——美國軍事援華團正式成立，5月2日在台北開始辦公[3]:326。
- 5月1日——苗栗選民檢舉苗栗縣長當選人劉定國違反「現役軍人不得參加選舉」之規定。

### 6月
- 蔣介石就參加對日和約問題發表鄭重聲明，指出其抗日最早、犧牲最重、貢獻最大，對日和約如無法參加，不獨對其不公平，抑且使對日和約失其真實，並將加深遠東局勢混亂，不接受任何含歧視條件[2]:68。
- 6月2日——美國國務院1950年有關台灣前途文件，參議院調查通過發表[3]:327。
- 6月7日——《耕地三七五減租條例》公布

### 7月
- 7月8日——苗栗縣長選舉第三次投票，投票率僅38.68%，擇日再選。
- 7月15日——台灣政工幹校建校，該校原址為北投競馬場。
- 7月22日——苗栗縣長選舉第四次投票，投票率達65.6%，得票較高二人將再行複選。
- 7月24日——臺灣省保護養女運動委員會在臺北市舉行成立大會，號召社會人各界發動社會力量來維護人道[3]:328。
- 7月25日——國防部頒布在臺第一次徵兵令（8月10日，首次徵兵1萬2,000人開始入伍。）[1]:546。
- 7月29日——
  - 苗栗縣長選舉第五次投票，賴順生當選。
  - 臺灣戰後時期地方自治之始的1950年－1951年中華民國縣市長選舉結束。

### 8月
- 8月1日——臺灣省政府第一次徵兵令，限各縣市局於8月10日開徵，8月31日「辦竣」[3]:328。
- 8月6日——行政院通過「臺灣省都市土地改革辦法」[3]:328。
- 8月7日——本省首期徵兵12,000人[3]:328。
- 8月8日——行政院會議決定從資源委員會所屬國營公司所有公有耕地中，撥出29,190餘甲放領，以扶植自耕農[3]:328。
- 8月13日――美國眾議院外交委員會發表9,000萬美元援臺方案；中國國民黨中央改造委員會通過「立法委員黨部組織規程」[3]:328。
- 8月14日——臺灣銀行正式廢止黃金儲蓄辦法；省府公布放領須知，規定農戶承領公地面積分等限制[3]:328。
- 8月21日——空軍副總司令兼出席聯合國參謀團代表毛邦初中將，失職抗命，蔣中正本日下令免其本兼各職，並限即日啟程回國，聽候查辦[3]:328。
- 8月25日——行政院訂定10項節約措施；外交部聲明廢止「韓僑處理辦法大綱」[3]:328。
- 8月28日——三七五減租督導研討委員會在全省各地展開[3]:328。
- 8月29日——行政院第202次院會通過「軍法、司法機關管理案件畫分原則」，及交通部所呈，戡亂時期授權省政府監理臺灣省公民營鐵路[3]:328。

### 9月
- 9月8日——舊金山對日和會通過「對日多邊和約」，其中規定：日本放棄對臺灣及澎湖群島的一切權利，權利依據和會要求[1]:547。

### 10月
- 10月19日——立法院長劉健群辭職[1]:548。
- 10月22日——發生1951年縱谷地震系列。

### 11月
- 11月1日——臺灣省臺北市開始放領公地[1]:548。

### 12月
- 12月11日——第一屆台灣省臺灣臨時省議會成立，並召開第一次大會。選出議長黃朝琴，副議長林頂立。
- 12月14日——立法院通過兵役法[1]:549[2]:69。
- 12月24日——吉田茂致書杜勒斯，保證不承認中共，將與中華民國政府簽訂和約[1]:549；並願依舊金山和約之原則與台簽訂一項恢復正常關係之條約[2]:69。

## 出生
参见： 1951年出生
- 1月1日——黃志鵬：政治人物，曾任駐越代表。
- 1月3日——簡明仁：銀行家，曾任樂天銀行董事長。
- 1月4日——劉俊雄：政治人物，曾任立法委員。
- 1月9日——何美玥，學者、官僚人物。曾任經濟部部長。
- 1月10日——
  - 李祐寧：導演、編劇。
  - 余德慧：心理學家，是《張老師月刊》創辦人之一。
  - 李震山：法學家。
- 1月15日——王世勛：記者、政治人物，曾任立法委員、台灣省議員、《臺灣時報》省政記者。
- 1月23日——許添財，政治人物。曾任立法委員、臺南市市長。
- 2月5日——陳子敬：警務人士、政治人物，曾任台中市副市長、台南市警察局局長、國道公路警察局局長。
- 2月7日——林信義：政治人物，曾任桃園縣議員、復興鄉（今復興區）鄉長。
- 2月9日——洪濬哲：政治人物、籃球運動員，是洪其德之父，曾任台北市議員。
- 2月12日——林滿紅，歷史學者。曾任國史館館長。
- 2月13日——林明溱，政治人物。曾任立法委員，現任南投縣縣長。
- 2月20日——
  - 許不了，演員。有「台灣卓別林」的美譽，1980年代拍有多齣喜劇電影。（1985年逝世）
  - 張懋中：電子工程學家，是耐能智慧創辦人，曾任國立交通大學校長。
- 2月25日——曾振農：企業家、政治人物，是台灣涼椅公司創辦人，曾任立法委員。
- 2月28日——高玉珊：演員。
- 3月9日——高廣圻：軍事人物。
- 3月10日——白靈，詩人、作家。
- 3月15日——林郁方，政治人物。曾任立法委員。
- 3月16日——澎澎：演員、主持人，1960年代與廖峻搭檔演出脫口秀而聞名。
- 3月17日——李東華：歷史學家。
- 3月20日——劉守成，政治人物。曾任臺灣省議員、宜蘭縣縣長。
- 3月27日——許聞廉：電腦科學家。
- 3月28日——
  - 胡大衛：配音員。
  - 蘇永欽：政治人物，是彭鳳至之夫，曾任司法院副院長、國家通訊傳播委員會首任主任委員。
- 4月2日——王文洋：企業家，是王永慶長子、佐藤麻衣之夫，現任宏仁集團總裁。1995年發生呂安妮事件，引起台灣社會關注。
- 4月4日——傅學鵬，政治人物。曾任臺灣省議員、苗栗縣縣長。
- 4月8日——陶蕃麟：天文學家。
- 4月12日——黃淑英：政治人物，曾任立法委員。
- 4月14日——
  - 廖風德，作家、政治人物。著作《隔壁親家》改編為民視電視劇《親戚不計較》。（2008年逝世）
  - 耿繼文：警務人士，是厲耿桂芳之弟，曾任花蓮縣警察局局長。
- 4月17日——林長壽：數學家。
- 4月18日——曹壽民：政治人物，曾任立法委員、台北市交通局局長。
- 4月19日——
  - 伊林：物理學家。
  - 蔡力行：企業家，是蔡同嶼長子、蔡念祖之兄，曾任聯發科共同執行長、中華電信公司董事長、台灣積體電路公司總執行長。
- 4月27日——
  - 梁牧養：企業家、政治人物，是王青之夫，為悠客馬術渡假村創辦人，曾任立法委員、快樂廣播總裁、第一民主電視公司董事長。
  - 陳長清：圍棋棋士。
- 4月29日——梁東屏：作家、記者。
- 5月4日——羊子喬：詩人。
- 5月13日——劉振忠：主教。
- 5月17日——邵廣昭：魚類學家。
- 5月19日——雷玉其：軍事人物。
- 5月20日——姜梅紅：政治人物，曾任嘉義縣議員。
- 5月26日——法治斌：法學家。
- 6月4日——簡東明：政治人物、教師，曾任立法委員、屏東縣議員、獅子鄉鄉長。
- 6月6日——陳建仁，中華民國（台灣）流行病學家，第14屆副總統。曾任行政院衛生署署長。
- 6月8日——石守謙：藝術史學家，現任中央研究院院士，曾任國立故宮博物院院長。
- 6月12日——劉保佑：企業家，是達達企業創辦人。
- 6月15日——吳清基：政治人物，曾任中華民國教育部部長、台北市副市長。
- 6月16日——
  - 何春蕤，學者。臺灣婦女運動先驅。
  - 林載爵：企業家。
- 6月17日——涂醒哲，醫師、政治人物。曾任衛生署署長、立法委員、嘉義市市長。
- 6月19日——呂光宇：政治人物，曾任澎湖縣議員。
- 6月20日——賴士葆：政治人物。
- 7月1日——彭添富，政治人物。曾任台灣省議員、立法委員。
- 7月4日——蔣桂琴：演員。
- 7月5日——李再春：溺水罹難者。
- 7月27日——沈榮津：政治人物，曾任行政院副院長、經濟部部長、工業局局長。
- 7月30日——邱鎮江，藝名黃龍，出身楊麗花台視歌仔戲團。（2011年1月22日過世）
- 8月1日——
  - 李進勇，政治人物。曾任立法委員、基隆市市長、雲林縣縣長。
  - 張秀珍：政治人物，曾任立法委員。
- 8月4日——任明廷：通告藝人，是任家萱與任容萱之父。
- 8月8日——許璋瑤：政治人物，曾任行政院主計總處主計長、交通部統計長、蒙藏委員會委員長。
- 8月16日——楊忠和：政治人物，曾任體育委員會主任委員、台北市體育局局長
- 8月20日——范志強：金融家，曾任台灣高鐵公司董事長、台灣期貨交易所董事長、元大銀行董事長。
- 8月23日——洪奇昌，政治人物。曾任立法委員。
- 8月29日——黃鶯鶯：歌手。
- 9月3日——
  - 王卓鈞，警政人物。曾任內政部警政署署長。
  - 戴正吳：企業家。
- 9月4日——曾巨威：政治人物、經濟學家，曾任立法委員。
- 9月5日——羅美文：政治人物、勞工運動人士，曾任新竹縣議員。
- 9月8日——柯建銘，牙醫師、政治人物。曾任多屆立法委員，現任民進黨立法院黨團總召集人。
- 9月15日——蔣海瓊：作家、教牧學家。
- 10月5日——古蒙仁，作家。曾任雲林縣政府文化局局長。
- 10月7日——楓：演員，是在香港出道並發展的台灣藝人。
- 10月10日——陳麗麗：歌手、演員。
- 10月12日——
  - 李勤岸：作家、語言學家、社會運動人士。
  - 孫大衛：企業家、籃球運動員，是金士頓科技創辦人之一。1977年後移居美國，從事記憶體製造。
- 10月13日——
  - 舞鶴，作家。
  - 邱垂貞：政治人物，是莊秀美之夫，曾任立法委員。
- 10月14日——蔡敏：女高音，是蔡名永之女。
- 10月18日——張家生：軍事人物、政治人物，曾任國防部國防管理中心主任、國防部通信電子資訊處處長、台北市資訊局局長。
- 10月25日——
  - 陳秀卿，中華民國（台灣）政治人物，曾代表中國國民黨任職立法委員。（2011年逝世）
  - 劉震武：軍事人物。
- 10月26日——林宏宗：政治人物，曾任立法委員。
- 10月30日——小野，作家。曾任中華電視公司總經理。
- 11月5日——胡維碩：生物化學學家，是留美教授，現任教於明尼蘇達大學。
- 11月7日——林月雲：演員，是侯佩岑之母。
- 11月8日——
  - 崔苔菁，演員。
  - 羅瑩雪：政治人物、律師，是羅錫疇之女，曾任中華民國法務部部長、蒙藏委員會委員長。
- 11月9日——李麗鳳：演員。
- 11月10日——貝蒂：演員，是在香港出道並發展的台灣藝人。
- 11月13日——徐永進：書法家。
- 11月15日——張魁：諧星、演員、主持人，是張帝之弟、張峰奇之父，為「溫拿五鼠」成員之一。
- 11月16日——趙樹海：歌手、演員、主持人，是趙又廷之父，為MIB三重唱成員之一。
- 11月21日——謝瀛春：傳播學家。
- 11月26日——金超群：演員，以1993年電視劇《包青天》演出「包拯」一角而爆紅。
- 11月29日——李述德：政治人物，曾任中華民國財政部部長、台北市政府秘書長、高雄國稅局局長。
- 12月1日——林文伯：企業家，現任矽品公司董事長。
- 12月3日——方來進：政治人物，曾任立法委員、高雄市勞工局局長。
- 12月4日——
  - 張菲：歌手、主持人、薩克斯風演奏家、體操運動員，是費玉清之兄、張少懷之父，為「溫拿五鼠」成員之一。
  - 袁瓊玲：醫檢師、擊劍教練。
- 12月6日——
  - 孫大偉：廣告創意總監。
  - 姚仁喜：建築師，是姚任祥之夫，代表作品有農禪寺、嘉義故宮、蘭陽博物館。
- 12月13日——林全，經濟學者、政治人物。曾任財政部部長、行政院院長。
- 12月14日——
  - 張慶忠，商人、政治人物。曾任立法委員，2014年擔任立法院內政委員會召集人時，因將服貿協議送交院會引發太陽花學運。
  - 張毅：導演、琉璃工藝家，是楊惠姍之夫、蕭颯前夫，為琉璃工房創立人之一。
- 12月15日——吳斯懷：軍事人物、政治人物，曾任立法委員、陸軍司令部副司令。
- 12月16日——巴燕·達魯：政治人物、社會運動人士，曾任立法委員。
- 12月17日——陳超明，政治人物。現任立法委員。
- 12月24日——成令方：社會學家。
- 12月26日——楊永昌：政治人物，曾任台中縣議員。
- 12月29日——金士傑：演員，是出演於兩岸三地的台灣藝人，曾創辦蘭陵劇坊。